# 임재현 (탁구 선수)
임재현(1985년 11월 28일 ~ )은 대한민국의 대전시시설관리공단 소속탁구 선수다. 2006년 독일 브레멘 세계선수권대회에서 단체 은메달을 획득했다.